# Amadina fasciata
Il golatagliata (Amadina fasciata (Gmelin, 1789)) è un uccello passeriforme della famiglia degli Estrildidi.

## Tassonomia
Se ne riconoscono quattro sottospecie, distinte fra loro principalmente in base alla taglia e alla tonalità della colorazione:
- Amadina fasciata fasciata, la sottospecie nominale, diffusa nella fascia di sahel che va dal Senegal all'Uganda settentrionale;
- Amadina fasciata alexanderi Neumann, 1908, diffusa nel corno d'Africa e a sud fino alla Tanzania;
- Amadina fasciata contigua Clancey, 1970, diffusa in Zimbabwe, Mozambico e Sudafrica orientale;
- Amadina fasciata meridionalis Neunzig, 1910, diffusa dall'Angola meridionale al Mozambico occidentale;

il nome scientifico della specie deriva dalla fascia golare rossiccia, simile a un taglio sanguinante, immagine questa che ha fruttato al golatagliata il proprio nome comune.

## Distribuzione ehabitat
La specie occupa un areale piuttosto vasto, che va dalla Gambia alla Somalia e a sud raggiunge il Mozambico, il Botswana ed il Sudafrica orientale.
L'habitat del golatagliata è rappresentato dalla savana con presenza sparsa di cespugli ed alberi: questi uccelli si spingono senza problemi nelle aree urbanizzate e coltivate, mentre a differenza dell'affine amadina testarossa essi evitano le zone semidesertiche.

## Descrizione

### Dimensioni
Si tratta di uccelli di piccole dimensioni, che raggiungono solitamente i 12 cm di lunghezza.

### Aspetto

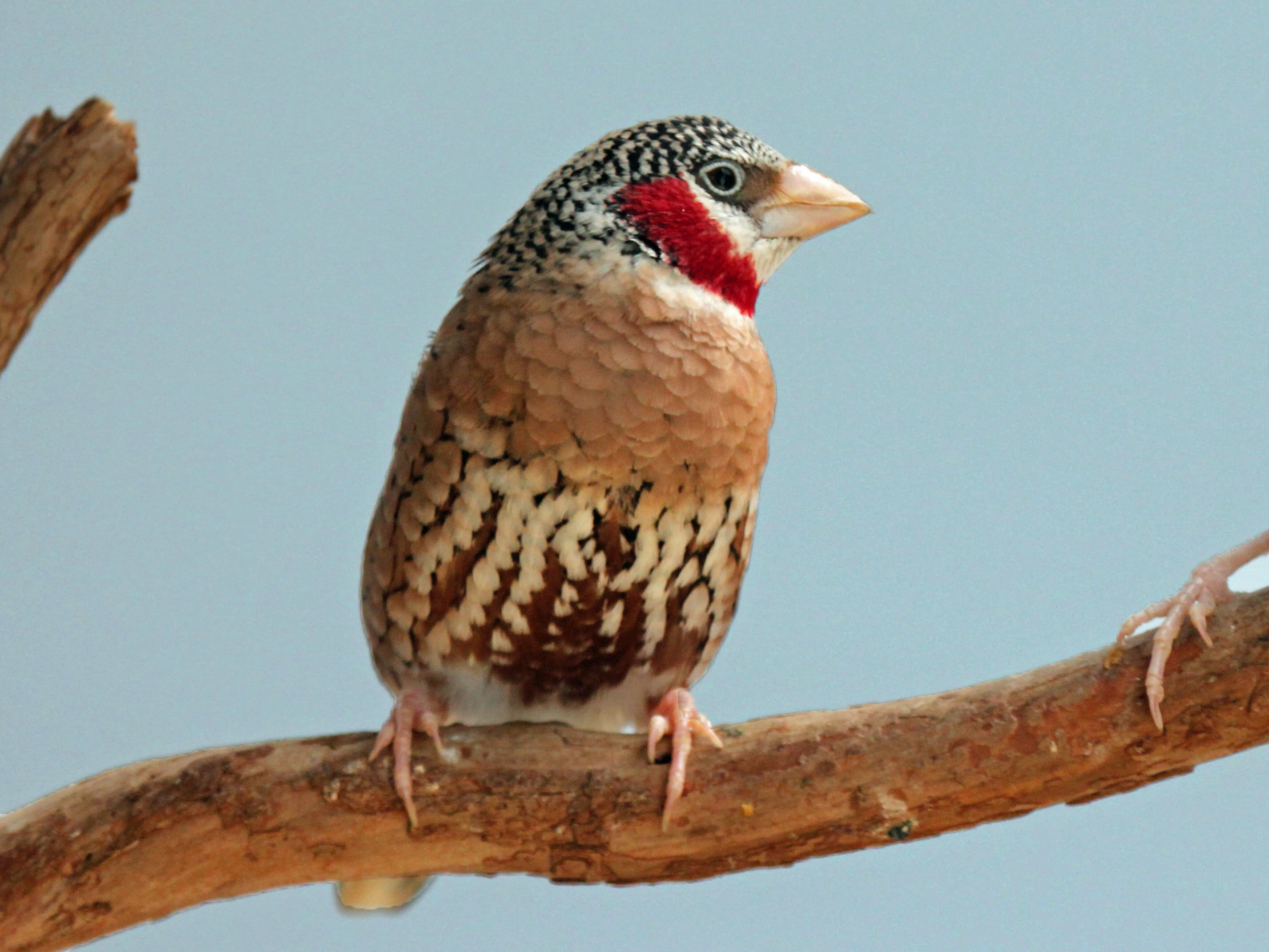
Un maschio di golatagliata: notare la banda rossa ed il disegno pettorale castano.

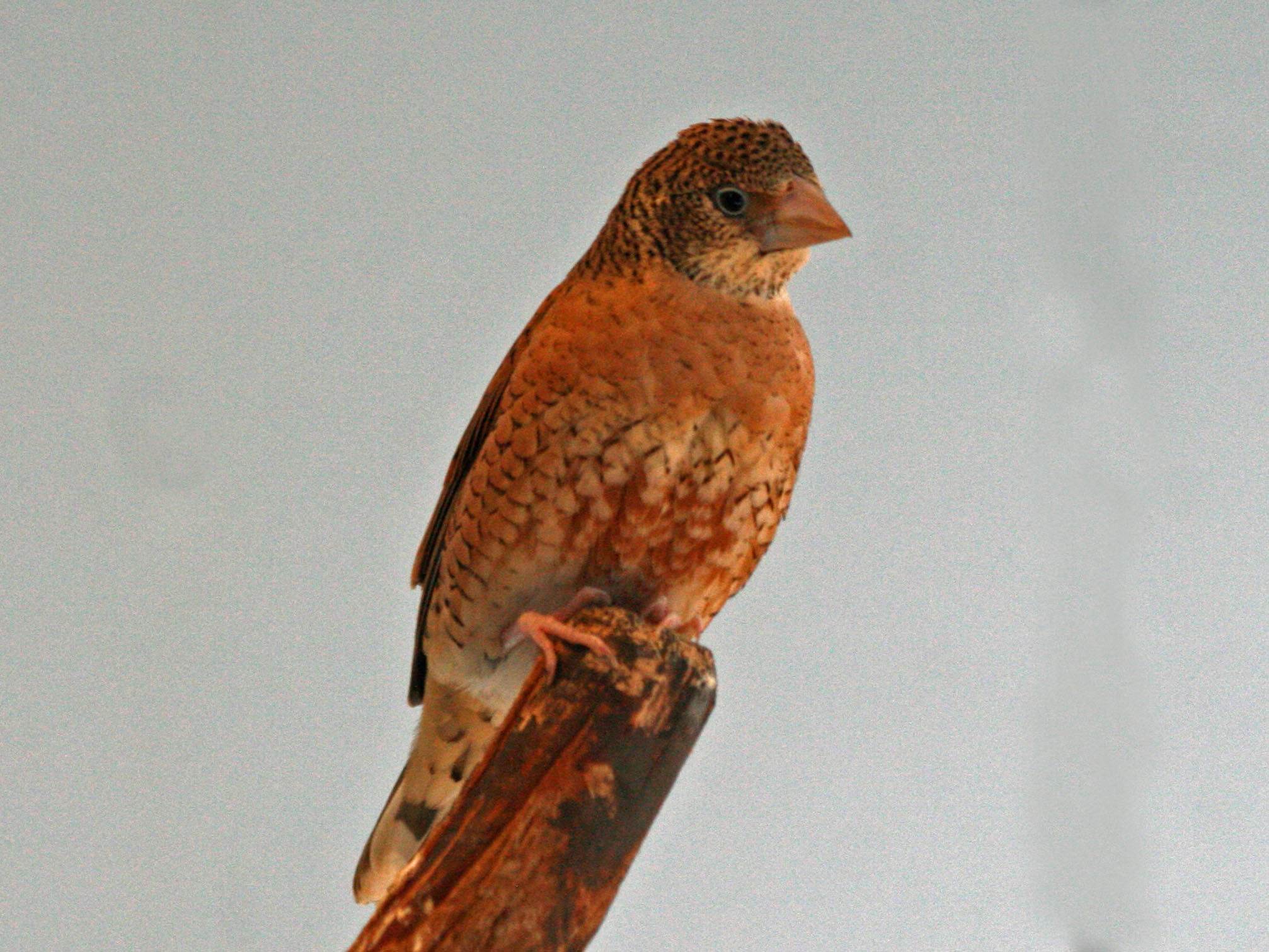
Golatagliata femmina.

Il golatagliata è un uccelletto d'aspetto robusto, munito di un becco forte e tozzo di forma conica.

La livrea si presenta di colore bruno-grigiastro uniforme, con picchiettature nere e più scure seulle singole penne, che vanno a creare un caratteristico aspetto marmorizzato specialmente nell'area dorsale; sul ventre e sulla gola il piumaggio tende a schiarirsi fino a divenire quasi bianco, mentre su coda e remiganti esso tende a scurirsi. Nel maschio, inoltre, sulla gola è presente una banda di colore rosso vivo che va da un orecchio all'altro, e che spesso sul bordo inferiore è contornata da penne nere, mentre il petto assume un colore castano. La livrea presenta una spiccata variabilità individuale, con tonalità di colore che vanno dal grigio-sabbia al bruno carico e picchiettature più o meno evidenti: essa tende inoltre a scurirsi con l'età dell'animale.

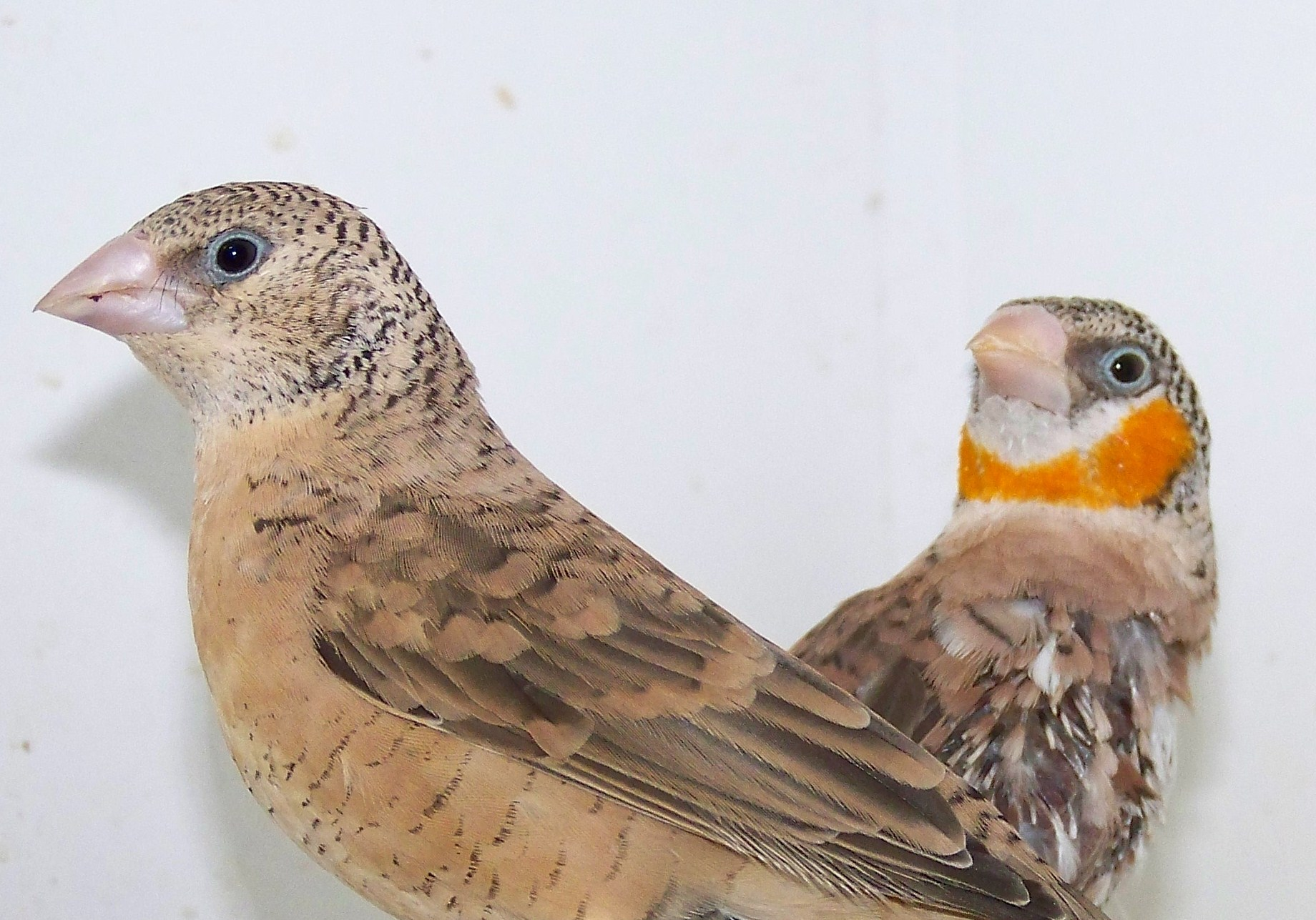
Coppia di golatagliata in cattività, con maschio (a destra) mutato giallo.

In cattività, dove questo uccello è diffuso da molto tempo, sono state selezionate alcune mutazioni di colore:
- albino, in cui si annullano tutti i pigmenti (per cui la colorazione appare bianca), tranne il rosso;
- bruno o isabella, in cui la colorazione bruna viene diluita del 50%;
- gialla, caratterizzata dalla presenza del giallo anziché del rosso nella colorazione;
- opale, caratterizzata da tonalità grigio-argentee piuttosto che brune, e dal grigio al posto del nero;
- pastello, nella quale tutti i pigmenti vengono "diluiti" del 50%.

## Biologia
Si tratta di uccelli diurni e che all'infuori della stagione riproduttiva si riuniscono in stormi che arrivano a contare anche un migliaio d'individui, i quali si disperdono in aree di foraggiamento anche piuttosto estese, pur tenendosi in contatto tramite richiami molto simili a quelli dei passeri.

### Alimentazione
I golatagliata sono uccelli granivori, che grazie al forte becco sono in grado di spezzare gli involucri dei semi di graminacee che costituiscono la maggior parte della loro dieta, che viene integrata anche con frutta, bacche, fiori, germogli e con una quantità abbastanza rilevante di materiale di origine animale, come insetti, larve ed altri piccoli invertebrati.

### Riproduzione
Il periodo riproduttivo non è ben definito, ma coincide generalmente con la fine della stagione delle piogge, dimodoché i nidiacei abbiano a disposizione un'ingente quantità di cibo rappresentata dalle piante stagionali cresciute dopo la pioggia.
Al momento della costruzione del nido e durante tutto il periodo dell'incubazione delle uova e della cura dei nidiacei, le coppie si separano dal resto dello stormo e divengono estremamente territoriali ed aggressive nei confronti di altri uccelli, soprattutto conspecifici.

Il nido è una struttura ovoidale piuttosto grezza, costruita intrecciando rametti e fibre vegetali in una cavità preesistente, come un tronco cavo, e foderata internamente di materiale soffice: al suo interno la femmina depone 4-6 uova, che essa cova alternandosi col maschio (sebbene entrambi riposino assieme nel nido durante la notte) per 12-14 giorni. I pulli sono ciechi e nudi, di colore scuro, molto vivaci e rumorosi: contrariamente a quanto avviene nella maggior parte delle specie di fringillidi, essi espellono le proprie feci all'esterno, mantenendo pulito il proprio nido. I nidiacei sono pronti all'involo attorno alle tre settimane di vita (già a due settimane, quando la crescita del piumaggio è ancora incompleta, è possibile distinguere i sessi grazie alla vistosa banda golare rossa dei maschi), tuttavia essi tendono a rimanere nei pressi del nido per altre tre settimane circa, prima di allontanarsene del tutto.